# Mahdia (Guyana)
Mahdia ist eine Gemeinde in Potaro-Siparuni in Guyana. Im Ort gibt es Gold- und Diamantenvorkommen. Mahdia hat etwa 500 Einwohner aus drei verschiedenen Gruppen, Patanoma-Indianer, Einwanderern aus St. Lucia und Dominica und Guyanern aus anderen Regionen Guyanas. 2012 wurde die Einwohnerzahl mit 2563 angegeben.
Mahdia ist das regionale Verwaltungszentrum der Region. Im Ort gibt es eine Polizeistation, mehrere Schulen und zwei Hotels. Der Ort wird außerdem mehrmals pro Woche von mehreren LKW-Linien von Bartica, Linden, Mabura und Georgetown aus versorgt. Ein Brunnen ist nicht mehr in Betrieb, die Einwohner nutzen Regenwasser zur Wasserversorgung. Mahdia verfügt über einen Landeplatz (Kennung MHA).
Am 21. Mai 2023 kamen bei einem Brand in einem Schlafsaal eines Internats in Mahdi 19 Schüler ums Leben.

## Weblinks

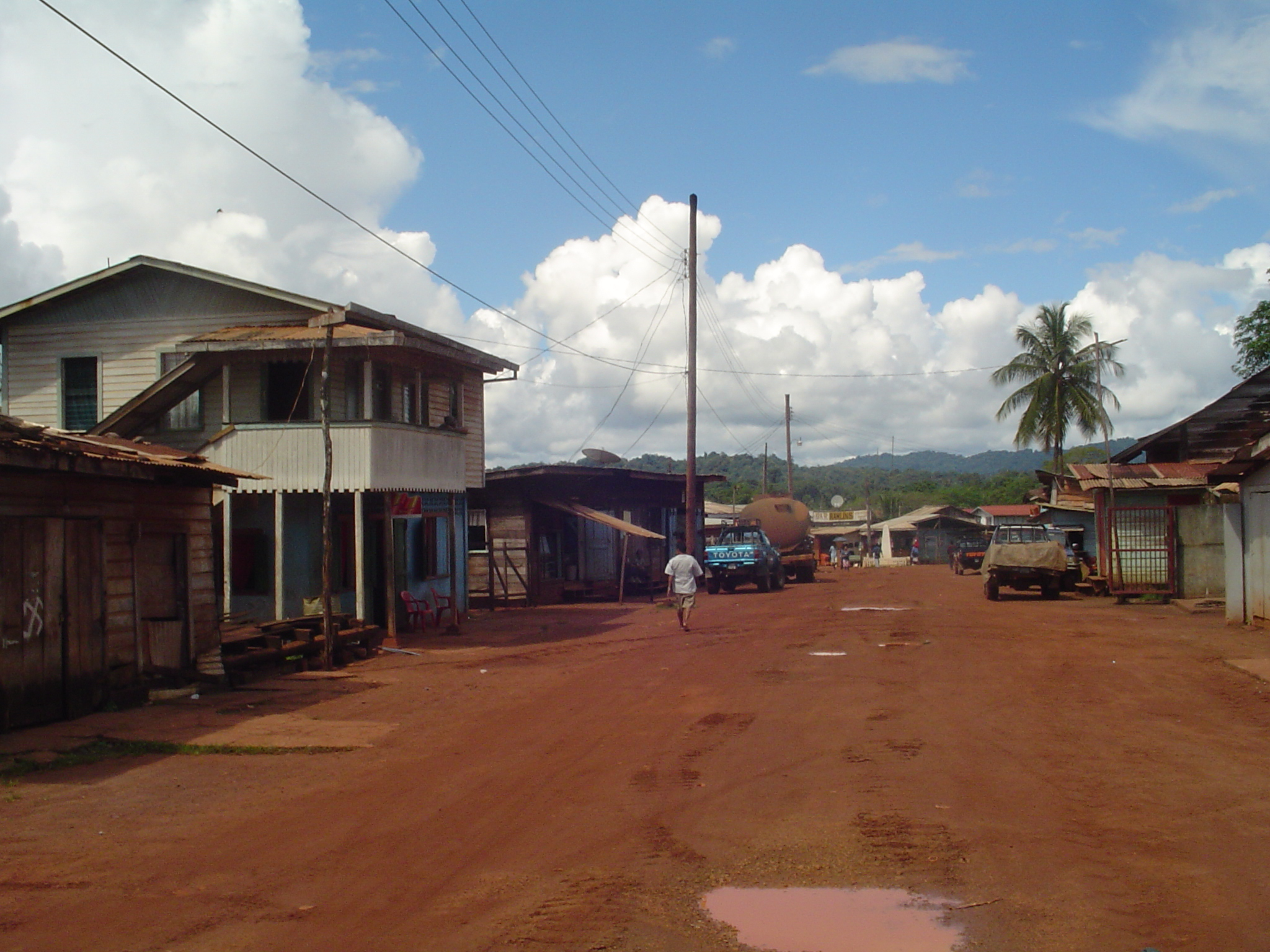
Marktplatz von Mahdia (2006)